# Dammvorstadt (Köpenick)
Die Dammvorstadt ist eine Ortslage im Berliner Bezirk Treptow-Köpenick, die zum Ortsteil Köpenick gehört.

## Geografie
Die Dammvorstadt Köpenick befindet sich nördlich der Altstadt Köpenick und wird begrenzt im Osten von Hirschgarten, im Westen von der zur Oberschöneweide zählenden Wuhlheide, im Norden von der Bahntrasse am Bahnhof Köpenick mit der dahinter gelegenen Ortslage Köpenick-Nord und im Süden von der Spree.

## Geschichte
Der Name verweist auf einen Damm, der früher von der Dammbrücke durch ein Sumpfgebiet bis zur Poststraße nach Fürstenwalde/Spree führte. Auf dem ehemaligen Gebiet der Köpenicker Feldmark gab es vor 1860 21 Wohnhäuser und 50 Wirtschaftsgebäude, vor allem Scheunen. 
1860 wurde als Siedlung nördlich der Köpenicker Altstadt die Dammvorstadt gegründet. Hierbei gab der Unternehmer und Kommunalpolitiker Friedrich Wilhelm Oetting (1834–1892) die wesentlichen Impulse. Er erwarb 1860 in der heutigen Lindenstraße vom Holzhändler und Kalkbrenner Helwig ein Grundstück, auf dem er eine Zuckersiederei, eine Sirupkocherei und Stärkemehlfabrik errichtete. In der heutigen Joachimstraße baute er 1862/1863 sein Wohnhaus mit Wirtschaftsgebäude und 1865 eine Zichorienfabrik. Für sein Unternehmen ließ er Straßen sowie Wohnhäuser für die Arbeiter anlegen. Ab 1871 setzte eine verstärkte Ansiedlung von Gewerbetreibenden entlang der heutigen Bahnhofstraße nach Berlin-Mahlsdorf ein. Es siedelten sich im Weiteren eine Reihe von Chemie- und Metallwarenfabriken an, die rund 1000 Arbeiter beschäftigten. 1881 wurde die heutige Bahnhofstraße verstärkt mit Wohnhäusern versehen. Hierzu trug auch bei, dass in der Altstadt Köpenick mit ihrer Insellage nicht mehr ausreichend Platz für den Wohnungsbau bestand. 1895/1896 erwarb und parzellierte das Bankhaus Sörgel, Parrisius & Co. 119 Morgen östlich der Bahnhofstraße und ließ zehn neue Straßen anlegen, versehen mit viergeschossigen Mietshauszeilen.
Die Bahnhofstraße ist heute die wichtigste Einkaufsstraße in Köpenick. Unmittelbar am Bahnhof Köpenick befindet sich das Einkaufszentrum Forum Köpenick.
Im Süden der Dammvorstadt befindet sich zur Dammbrücke hin ein um 1900 angelegter Stadtpark, der seit 1945 Platz des 23. April heißt (ursprünglich ab dem 18. Jahrhundert Heuplatz, Heumarkt), auf dem ein Mahnmal für die Köpenicker Blutwoche steht.